# أسطول وينثروب

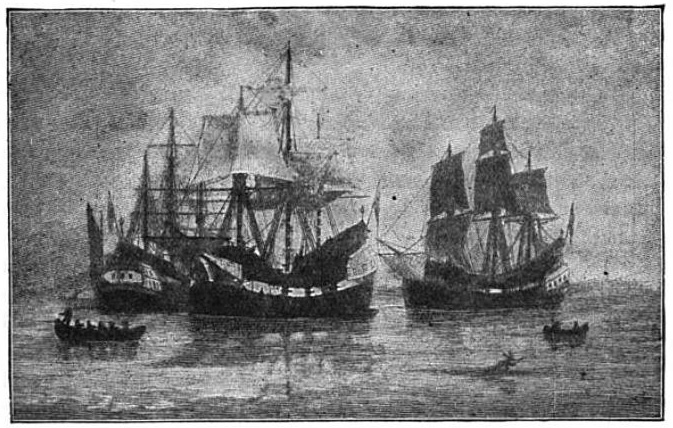
وصول أسطول وينثروب.

كان أسطول وينثروب (بالإنجليزية: Winthrop Fleet)‏ مجموعة مُكونة من 11 سفينة بقيادة جون وينثروب التي حملت حوالي 1000 من التطهريين بالإضافة إلى الماشية والإمدادات الأخرى من إنجلترا إلى نيو إنجلاند خلال صيف عام 1630، خلال فترة الهجرة العظمى من عام 1620 وحتى 1640.